# McChicken
McChicken je hamburger prodávaný v restauracích rychlého občerstvení McDonald's.
Podobně jako řada dalších produktů společnosti je v různých regionech světa podáván v různém složení v závislosti na místní gastronomické kultuře. Jeho základem je houska, salát, kuřecí maso a majonéza.
Poprvé byl představen v roce 1980, po několika letech byl však jeho prodej zastaven, neboť množství jeho prodejů bylo nedostatečné. Firma McDonald's jej tou dobou nahradila Chicken McNuggets. V roce 1988 byl však do nabídky opět navrácen a s pauzou v letech 1996 až 1997 je tak prodáván od tohoto roku nepřetržitě.